# 아이우치 리카
아이우치 리카(일본어: 相内リカ, 1987년 12월 11일 ~ )는 일본의 성인 비디오 여배우였다.